# Adéle af Frankrig (1160-1220)
Adéle af Frankrig, (eller Alys eller Alice) (4. oktober 1160 – ca. 1220) var datter af Ludvig 7., konge af Frankrig og hans anden hustru Konstance af Kastilien og gennem sit ægteskab med Vilhelm 4. Talvas, greve af Ponthieu grevinde af Ponthieu.

## Liv
Adéle var halvsøster til Marie og Alix, Ludvig's børn fra hans ægteskab med Eleanora af Aquitanien og den yngre søster til Margrete. Bare fem uger efter, at Konstance døde ved fødslen af Adéle, giftede Ludvig sig med Adèle af Champagne, som gav ham yderligere to børn, herunder den kommende konge Filip 2. af Frankrig.
I januar 1169 underskrev Ludvig og Kong Henrik 2. af England en kontrakt om ægteskab mellem Adéle og Henriks søn Richard Løvehjerte. Den 8-årige Adéle blev derefter sendt til England under Henriks formynderskab.
I 1177 truede kardinal Peter af Saint Chrysogonus på vegne af Pave Alexander 3. med at lægge Englands kontinentale besiddelser under interdikt, hvis Henrik ikke fik gennemført med ægteskabet. Der var udbredte rygter om, at Henrik ikke kun havde gjort Adéle til sin elskerinde, men at hun også havde født ham et barn. Henrik døde i 1189. Kong Richard giftede sig med Berengaria af Navarra den 12. maj 1191, mens han stadig officielt var forlovet med Adéle.
Filip havde tilbudt Adéle til Johan uden Land, men Eleanora forhindrede matchet. Adéle blev i stedet gift sig med Vilhelm 4. Talvas, greve af Ponthieu den 20. august 1195. De fik to døtre: Marie og Isabella, og en dødfødt søn ved navn Johan.